# Assemblea consultiva dell'Arabia Saudita
L'Assemblea consultiva dell'Arabia Saudita, conosciuta anche come Majlis as-Shura o Consiglio della Shura, è l'organo consultivo formale dell'Arabia Saudita, tuttora una monarchia assoluta. L'Assemblea Consultiva ha poteri limitati, tra cui quello di proporre leggi al re e al governo, ma non può creare e far rispettare norme giuridiche, essendo queste prerogative riservate al sovrano. È composta da 150 membri di nomina regia. L'Assemblea Consultiva è guidata da un Presidente, che attualmente è Abd Allah bin Muhammad Al ash-Sheikh, in linea con una tradizione che ha mantenuto il ruolo in quella famiglia. L'organo ha sede nel Palazzo al-Yamama a Riad.

## Influenza
All'Assemblea Consultiva è consentito proporre progetti di legge e trasmetterli al re, ma solo quest'ultimo ha il potere di approvarli e di farli rispettare. Essa ha, tuttavia, il potere di interpretare le leggi, come pure di esaminare le relazioni annuali fatte dai ministeri e dalle agenzie statali. Può anche consigliare il re sulle decisioni politiche, sui trattati internazionali e sui piani economici. L'Assemblea è inoltre autorizzata a rivedere il bilancio annuale del paese e a chiamare i ministri per interrogarli.
L'influenza di quest'organo nella sua forma attuale deriva dalla sua responsabilità per i piani quinquennali di sviluppo, da cui derivano i bilanci annuali, dalla sua possibilità di convocare i funzionari di governo per un interrogatorio e dal suo ruolo come forum di dibattito politico.

## Storia
Il primo Majlis al Shura (Assemblea Consultiva) è stata fondata da re Abd al-Aziz il 13 gennaio 1926. La creazione del nuovo istituto è stata così motivata dal sovrano: "dobbiamo seguire ciò che viene affermato nel Sacro Corano e nella Sunna; per eseguire gli ordini di Allah bisogna consultare più persone sulle questioni attuali". Questo era presieduto da suo figlio, il principe Faysal. Tuttavia, l'istituzionalizzazione completa dell'assemblea è stato ultimata nel 1932. In seguito, all'inizio del regno di Sa'ud, è stata ampliata per includere venticinque membri. Tuttavia, le sue funzioni sono state trasferite ai ministri del governo a causa di pressioni politiche dei membri della famiglia reale. D'altra parte, Majlis al Shura non è stata mai ufficialmente sciolta e rimase inefficace fino a quando re Fahd l'ha rivitalizzata nel 2000.
Il 24 novembre 2000, re Fahd ha emanato una nuova legge sul Majlis Al Shura, che ha sostituito la precedente norma che era in vigore dal 1928, e ha decretato lo statuto del consiglio, emanato il 22 agosto 1993. Il Consiglio, nella prima legislatura (1993-1997), aveva un presidente e 60 membri. Il numero dei membri è stato aumentato di 30 ad ogni legislatura: nella seconda (1997-2001) contava 90 componenti, nella terza (2001-2005), 120 e nella quarta (2005-2009) 150.
Essendo stato ampliato nel 1997 e nel 2001, l'Assemblea ha guadagnato un posto nell'Unione parlamentare internazionale alla fine del 2003. Nella quarta legislatura si sono tenute 845 sessioni e ha rilasciato 1174 dichiarazioni durante il suo secondo anno. Nel settembre 2011, pochi giorni prima delle elezioni comunali, re Abd Allah ha dichiarato che le donne potevano diventare membri del Consiglio.
Nel gennaio 2013, lo stesso sovrano ha emesso due decreti reali, in cui si stabiliva la concessione di trenta seggi del consiglio a delle donne e che queste devono sempre essere almeno un quinto dei componenti dell'assemblea. Secondo i decreti, i membri del consiglio di sesso femminile devono essere "impegnate nella discipline islamica della Shari'a senza eventuali violazioni" e di essere "tenute a indossare il velo religioso". I decreti hanno anche stabilito che le donne del consiglio sarebbero entrate nel palazzo comunale da porte speciale, avrebbero occupato seggi riservati e avrebbero pregato in luoghi di adorazione speciali. In precedenza, i funzionari hanno detto che uno schermo separerà i due generi e una rete di comunicazione interna permetterà a uomini e donne di comunicare. Pertanto, le donne dal 2013, occupano una trentina di seggi. Tra queste ci sono due principesse della famiglia reale: Sara bint Faysal e Moudi bint Khalid.
Inoltre, quell'anno tre donne sono state nominate vice presidenti di tre commissioni: Thurayya Obeid del comitato per i diritti e le petizioni umanitarie, Zainab Abu Talib, del comitato delle informazioni e culturale e Lubna Al Ansari, della commissione per gli affari della salute e dell'ambiente.

## Leadership
Lo sceicco Mohammed bin Ibrahim bin Jubair, un rispettato giurista hanbalita ed ex ministro della giustizia, è stato nominato presidente della prima legislatura e delle successive. Ha mantenuto la carica fino alla sua morte, avvenuta nel 2002. È stato sostituito da Saleh bin Abd Allah bin Homaid.
La quinta legislatura (2009-2012), che ha avuto inizio il 28 febbraio 2009, e incluso il tema delle donne era presieduta dal dottor Abd Allah bin Muhammad Al ash-Sheikh, che fino a quel momento occupava la carica di ministro della giustizia. Egli è considerato uno studioso islamico di tutto rispetto, e la sua nomina è considerata una mossa per rassicurare i conservatori religiosi sul fatto che il Majlis avrebbe rispettato le disposizioni della legge islamica dalla Shari'a nelle sue deliberazioni.
Il vicepresidente della quinta legislatura è il dottor Bandar bin Mohammed Hamza Assad Hajar. Dal febbraio 2009 al dicembre 2011, il presidente assistente era Abdul Rahman bin Abd Allah Al Barrak. Il segretario generale dell'Assemblea è stato per diversi anni Mohammed Al Ghamdi. Al Ghamdi, il cui mandato di quattro anni è scaduto nel maggio 2012, è stato sostituito da Mohammed al Amr.

## Membri
I membri del Majlis sono scelti, oltre che in base alla provincia di origine, anche in rappresentanza di tre gruppi significativi: istituzione religiosa, burocrazia e dei gruppi di lavoro. I membri dell'assemblea sono seguaci delle ideologie conservatrici e liberali, solitamente altamente istruiti, con esperienza e considerati esperti nei loro campi. Universitari, alti ufficiali pensionati, ex-funzionari pubblici e imprenditori sono stati scelti come membri dell'Assemblea.

### Legislatura 2005-2009
La distribuzione dei componenti sulla base della loro occupazione per la quarta legislatura (2005-2009) è la seguente:
| Occupazione                             | Numero (su 150) | Percentuale (%) |
| --------------------------------------- | --------------- | --------------- |
| Accademici (Ph. D.)                     | 105             | 70              |
| Burocrati/Ingegneri                     | 12              | 8               |
| Burocrati/Religiosi                     | 4               | 2,6             |
| Burocrati (masters o diploma di laurea) | 25              | 16,7            |
| Militari                                | 4               | 2,6             |

### Legislatura 2009-2013
Durante il periodo 2009-2013, circa la metà dei membri (43 % dei nuovi incaricati) ha avuto una formazione universitaria negli Stati Uniti e 70 di loro avevano conseguito un dottorato. I membri dell'Assemblea per il periodo 2009-2013 erano considerati tecnocrati esperti, piuttosto che leader locali. Il loro background formativo è stato il seguente: il 16 % erano laureati, il 13 % avevano un master, il 70 % avevano conseguito un dottorato e l'1 % un MD. La distribuzione dei membri in termini di paesi in cui sono stati educati è la seguente: il 49% negli Stati Uniti, il 29% in Arabia Saudita, il 16% nel Regno Unito, il 3 % in Francia, l'1 % in Germania, l'1% in Egitto e l'1 % in Pakistan.
La rappresentazione delle province in questa legislatura è stata la seguente:
| Provincia                           | % popolazione | % consiglio |
| ----------------------------------- | ------------- | ----------- |
| Provincia di al-Jawf                | 2             | 4           |
| Provincia di Tabuk                  | 3             | 2           |
| Provincia di al-Hudud al-Shamaliyya | 1             | 4           |
| Provincia di Ha'il                  | 3             | 4           |
| Provincia di al-Qasim               | 5             | 13          |
| Provincia di al-Sharqiyya           | 16            | 8           |
| Provincia di Medina                 | 7             | 12          |
| Provincia della Mecca               | 22            | 24          |
| Provincia di Riyad                  | 23            | 18          |
| Provincia di al-Bāha                | 2             | 2           |
| Provincia di 'Asir                  | 8             | 6           |
| Provincia di Jizan                  | 6             | 2           |
| Provincia di Najran                 | 2             | 1           |

## Comitati
Nella sua forma originale, l'Assemblea era composta da otto commissioni specializzate. Questi comitati sono stati istituiti nel dicembre 1995. I comitati e il loro numero di membri erano i seguenti: commissione per gli affari sociali e della salute (7 membri), commissione per i problemi economici e finanziari (8 membri), comitato per la legislazione e l'amministrazione (5 membri), commissione per gli affari esteri (7 membri), commissione per gli affari islamici (7 membri), commissione per i servizi del settore pubblico (8 membri), Ccommissione per l'istruzione, la cultura e gli affari di informazione (9 membri) e commissione per la sicurezza (6 membri).
In seguito, il numero dei comitati è stato ampliato. A partire dal marzo 2015, il gruppo è costituito da tredici comitati:
- affari giudiziari islamici;
- affari sociali, della famiglia e della gioventù;
- affari economici e energetici;
- affari di sicurezza;
- affari della formazione e della ricerca scientifica;
- affari culturali e informativi;
- affari esteri;
- affari della salute e ambientali;
- affari finanziari;
- trasporti, comunicazioni, informazioni e tecnologia;
- acqua e strutture e servizi pubblici;
- amministrazione, risorse umane e petizioni;
- diritti umani e petizioni.

A partire dal settembre 2012, ai lavori dell'Assemblea partecipano 12 consigliere donne, che si occupano prevalentemente di questioni femminili, familiari e dell'infanzia.